# 隱生
隱生（英文：Cryptobiosis）或潛生（潛在的生命）是一種生命狀態，主要是緩步動物用作抵禦不良的環境（例如缺氧、低溫、極乾燥）等，當隱生動物遇上乾旱時，牠們可以將身體的水份大幅降低，身體萎縮，停止新陳代謝，但當環境好轉時，身體又可以再復甦過來。隱生方式主要包括低濕隱生、低溫隱生、缺氧隱生、變滲隱生。